# Philoneptunus provocator
Philoneptunus provocator är en kräftdjursart som beskrevs av Jellinek och Swanson 2003. Philoneptunus provocator ingår i släktet Philoneptunus och familjen Trachyleberididae. Inga underarter finns listade i Catalogue of Life.